# Nikauba
Nikauba az ókori egyiptomi XXVI. dinasztia elejének egyik, kevéssé ismert uralkodója.
Manethón Nekhepszosz néven említi a XXVI. (szaiszi) dinasztia uralkodói között, és hat évnyi uralkodási időt tulajdonít neki. Korabeli források azonban nem bizonyítják, hogy valóban uralkodott; lehetséges, hogy csak a későbbi szaiszi uralkodók találták ki, hatalmuk legitimálása végett. Manethón szerint Nikauba a dinasztia alapítóját, „Sztephinatészt” követte – aki talán II. Tefnahttal azonos –, őt pedig a jól ismert I. Nékó, I. Pszammetik apja követte. Nikauba és I. Nékó mindketten II. Tefnaht fiai lehettek. Amennyiben Nikauba valóban uralkodott, úgy helyi uralkodó lehetett a núbiai XXV. dinasztiával egyidőben, i. e. 678 és 672 között. Amennyiben nem, úgy Szaisz polgármestere lehetett, aki I. Nékó trónra lépte előtt töltötte be hivatalát. Kenneth Kitchen felvetése szerint Nikauba uralkodásának hossza lehetett akár 16 év is, bár ez kétséges, tekintve, hogy milyen keveset tudunk róla.

## Viták létezése körül
2002-ben Olivier Perdu publikált egy, I. Nékó 2. uralkodási évére datált adománysztélét, melyet Szebennütosz közelében találtak. Perdu szerint a sztélé stílusában és tartalmában igen hasonlít a I. Tefnaht 8. évéből ismert adománysztélére, ami azt sugallja, ez a két szaiszi uralkodó időben közel élt egymáshoz: I. Tefnaht i. e. 685–678 között uralkodott, közvetlenül Nikauba és I. Nékó előtt, vagyis azonos II. Tefnahttal. Perdu érveit azonban számos egyiptológus nem fogadja el.
Kim Ryholt 2011-ben közölt cikke szerint Nikauba nevének jelentése „Nékó, a bölcs”, és a Nikauba, valamint Nekhepszosz nevek II. Nékóra utalnak. Ryholt szerint nem létezett Nikauba nevű, független szaiszi király, aki II. Tefnaht és I. Nékó között uralkodott; ebben Perdu előbb említett elméletére támaszkodott (bár Ryholt a 8. évben készült sztélét nem I., hanem II. Tefnahtnak tulajdonítja). Amennyiben Nikaubának hat évnyi uralkodási időt tulajdonítunk, úgy a két sztélé készítése közt legalább hét évnek kellett eltelnie, míg ha Nikauba nem létezett, és II. Tefnahtot közvetlenül I. Nékó követte, akkor 1-2 év eltéréssel készültek.

## Fordítás
- Ez a szócikk részben vagy egészben  a   Nekauba című angol Wikipédia-szócikk ezen változatának fordításán alapul.  Az eredeti cikk szerkesztőit annak laptörténete sorolja fel. Ez a jelzés csupán a megfogalmazás eredetét és a szerzői jogokat jelzi, nem szolgál a cikkben szereplő információk forrásmegjelöléseként.